# Белхатув (гміна)
Гміна Белхатув (пол. Gmina Bełchatów) — сільська гміна у центральній Польщі. Належить до Белхатовського повіту Лодзинського воєводства.
Станом на 31 грудня 2011 у гміні проживало 10294 особи.

## Площа
Згідно з даними за 2007 рік площа гміни становила 179.89 км², у тому числі:
- орні землі: 53.00%
- ліси: 35.00%

Таким чином, площа гміни становить 18.56% площі повіту.

## Населення
Станом на 31 грудня 2011:
| Опис     | Загалом | Загалом | Чоловіки | Чоловіки | Жінки | Жінки |
| -------- | ------- | ------- | -------- | -------- | ----- | ----- |
| одиниця  | осіб    | %       | осіб     | %        | осіб  | %     |
| все      | 10294   | 100     | 5138     | 49.91    | 5156  | 50.09 |
| міське   | 0       | 100     | 0        |          | 0     |       |
| сільське | 10294   | 100     | 5138     | 49.91    | 5156  | 50.09 |

## Сусідні гміни
Гміна Белхатув межує з такими гмінами: Белхатув, Воля-Кшиштопорська, Ґрабиця, Дружбіце, Зелюв, Каменськ, Клещув, Клюкі.